# 북동인도 반란
북동인도 반란은 북동인도의 7개 주에서 일어나는 분리주의 반란을 말한다.

## 지역별 상황

### 트리푸라 주
트리푸라 주에서는 원주민이었지만 벵골인들이 몰려오면서 소수민족으로 전락한 트리푸리인들이 벵골인을 추방하여 트리푸리인의 민족 국가를 설립하기 위한 군사 투쟁을 벌이고 있다.

### 나갈랜드 주
나갈랜드 주는 1963년 인도의 16번째 주로 편입되었으며, 지속적으로 완전한 독립을 요구하고 있다. Phizo가 이끄는 나가 국가위원회는 1947년 처음으로 독립을 주장하였으며 1956년 지하화되었다. 그 외의 주요 단체에는 NSCN (IM), NSCN (K) 등이 있다.

## 같이 보기
- 잠무 카슈미르 분란
- 낙살라이트